# Collège postsecondaire de technologie de Niigata
Le collège postsecondaire de technologie de Niigata (新潟工業短期大学, Niigata kōgyō tanki daigaku) est un collège postsecondaire (junior college) privé fondé en 1968 et situé dans la ville de Niigata, au Japon.